# François Raynouard

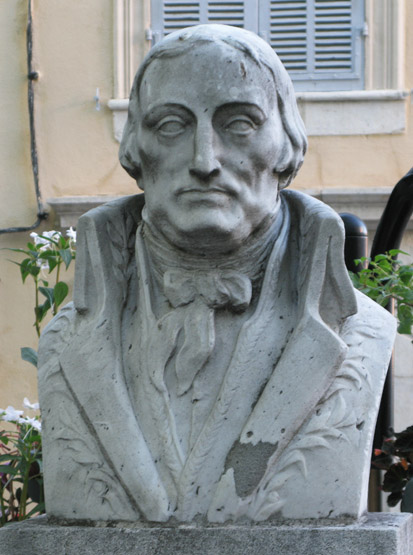
Popiersie François Raynouarda dłuta Victora Nicolas

François Just Marie Raynouard (ur. 18 września 1761 w Brignoles, zm. 27 października 1836 w Passy) – francuski historyk, językoznawca i dramaturg.
Ukończył studia prawnicze i pracował jako adwokat w Draguignan. Uwięziony w czasie rewolucji francuskiej za popieranie żyrondystów, został uwolniony po przewrocie 9 thermidora. Powrócił wtedy do swojej rodzinnej miejscowości, gdzie z powodzeniem prowadził praktykę adwokacką. W roku 1805 jego tragedia Les Templiers spodobała się Napoleonowi i odniosła duży sukces w Comédie-Française. W roku 1807 został członkiem Akademii Francuskiej. Pod koniec I Cesarstwa zaniechał pisania dla teatru i poświęcił się badaniom filologicznym. Zainteresowały go języki średniowiecza. Zasłynął wydaniem sześciotomowego dzieła Choix des poésies originales des troubadour.

## Główne dzieła

### Sztuki
- Caton d’Utique (Katon Utyceński), 1794
- Les Templiers (Templariusze), 1805
- Les États de Blois ou la mort du duc de Guise (Stany Generalne albo śmierć księcia Gwizjusza), 1809

### Prace filologiczne
- Éléments de la grammaire de la langue romane (Elementy gramatyki języka romańskiego), 1816
- La Grammaire des troubadours (Gramatyka trubadurów), 1816
- Grammaire comparée des langues de l’Europe latine dans leurs rapports avec la langue des troubadours {Gramatyka porównawcza języków łacińskiej Europy w ich powiązaniach z językiem trubadurów), 1821
- Choix des poésies originales des troubadours (Wybór oryginalnych poezji trubadurów), 1816-1821
- Lexique de la langue des troubadours (Leksyka trubadurów), 1824
- Lexique roman (Leksyka romańska), 1838-1844